# Selgas
Selgas és una parròquia del conceyu asturià de Pravia. Té una població de 68 habitants (INE Arxivat 2016-03-03 a Wayback Machine., 2011) i ocupa una extensió de 4,2 km². Es troba a una distància de 4,5 quilòmetres de la capital del concejo.

## Barris
- El Calieiru
- Selgas de Baxu
- Selgas de Riba

## Altres llocs
El Calieiru
- El Cabularcu
- El Llugar
- La Parra

Selgas de Baxu
- El Llanu
- La Calle'l Riegu
- La Campa
- La Escuela
- La Fonte
- La Peña
- La Villiguina
- Las Iñadas

Selgas de Riba
- Casa Chintu
- El Campu
- En Ca Curru
- La Caleona
- La Estrada
- Riviña